# Harrison Delbridge
Harrison Andrew Delbridge (Sydney, 15 marzo 1992) è un calciatore australiano, difensore dell'Incheon Utd.

## Carriera

### Club
Il 27 gennaio 2021 viene acquistato a titolo definitivo dalla squadra sudcoreana dell'Incheon Utd.

### Nazionale
Il 25 settembre 2022 esordisce in nazionale maggiore nell'amichevole vinta contro la Nuova Zelanda.

## Statistiche

### Presenze e reti nei club
Statistiche aggiornate al 6 marzo 2022.
| Stagione              | Squadra               | Campionato            | Campionato | Campionato | Coppe nazionali | Coppe nazionali | Coppe nazionali | Coppe continentali | Coppe continentali | Coppe continentali | Altre coppe | Altre coppe | Altre coppe | Totale | Totale |
| Stagione              | Squadra               | Comp                  | Pres       | Reti       | Comp            | Pres            | Reti            | Comp               | Pres               | Reti               | Comp        | Pres        | Reti        | Pres   | Reti   |
| --------------------- | --------------------- | --------------------- | ---------- | ---------- | --------------- | --------------- | --------------- | ------------------ | ------------------ | ------------------ | ----------- | ----------- | ----------- | ------ | ------ |
| 2013                  | Ventura C.F.          | USL PDL               | 7          | 1          | USOC            | 0               | 0               |                    | -                  | -                  |             | -           | -           | 7      | 1      |
| 2014                  | Sacramento Republic   | USL Pro               | 16         | 0          | USOC            | 3               | 1               |                    | -                  | -                  |             | -           | -           | 19     | 1      |
| 2015                  | Portland Timbers 2    | USL                   | 18         | 1          | USOC            | 2               | 0               |                    | -                  | -                  |             | -           | -           | 20     | 1      |
| 2016                  | FC Cincinnati         | USL                   | 30         | 1          | USOC            | 1               | 0               |                    | -                  | -                  |             | -           | -           | 31     | 1      |
| 2017                  | FC Cincinnati         | USL                   | 30         | 3          | USOC            | 6               | 0               |                    | -                  | -                  |             | -           | -           | 36     | 3      |
| Totale FC Cincinnati  | Totale FC Cincinnati  | Totale FC Cincinnati  | 60         | 4          |                 | 7               | 0               |                    | -                  | -                  |             | -           | -           | 67     | 4      |
| gen.-giu. 2018        | Melbourne City        | AL                    | 12         | 0          | CA              | 3               | 0               |                    | -                  | -                  |             | -           | -           | 15     | 0      |
| 2018-2019             | Melbourne City        | AL                    | 24         | 0          | CA              | 5               | 0               |                    | -                  | -                  |             | -           | -           | 29     | 0      |
| 2019-2020             | Melbourne City        | AL                    | 24         | 1          |                 | -               | -               |                    | -                  | -                  |             | -           | -           | 24     | 1      |
| Totale Melbourne City | Totale Melbourne City | Totale Melbourne City | 60         | 1          |                 | 8               | 0               |                    | -                  | -                  |             | -           | -           | 68     | 1      |
| 2021                  | Incheon Utd           | K1                    | 34         | 1          | CCS             | 0               | 0               |                    | -                  | -                  |             | -           | -           | 34     | 1      |
| 2022                  | Incheon Utd           | K1                    | 2          | 0          | CCS             | 0               | 0               |                    | -                  | -                  |             | -           | -           | 2      | 0      |
| Totale Incheon United | Totale Incheon United | Totale Incheon United | 36         | 1          |                 | 0               | 0               |                    | -                  | -                  |             | -           | -           | 36     | 1      |
| Totale carriera       | Totale carriera       | Totale carriera       | 197        | 8          |                 | 20              | 1               |                    | -                  | -                  |             | -           | -           | 217    | 9      |